# Regione di Morogoro
La regione di Morogoro (in swahili Mkoa wa Morogoro) è una regione della Tanzania centro-meridionale. Prende il nome dal capoluogo Morogoro (200 000 abitanti).

## Distretti
La regione è divisa amministrativamente in nove distretti:
- Morogoro urbano
- Morogoro rurale
- Gairo
- Mvomero
- Kilombero
- Kilosa
- Ulanga

## Educazione
La regione di Morogoro ospita le seguenti università: Sokoine University of Agriculture, Morogoro Muslim University, Mzumbe University.
Tra i college sono da segnalare: Morogoro Teachers' College (in Kigurunyembe Ward), Dakawa Teachers' College e il Land College. In questa provincia è attiva la Eye Care Foundation.